# Mea Kurosaki
 (?,  Omae mo Konjiki no Yami mo tatakau tame ni umareta heiki. Ikiru beki sekai wa yami no naka ni shika mui no dakara.)»
(Nemesis su Mea e Oscurità d'Oro)
Mea Kurosaki (黒咲 芽亜?, Kurosaki Mea) è un personaggio del manga To Love-Ru Darkness, sequel della serie To Love-Ru, come quest'ultima disegnata da Kentarō Yabuki e scritta da Hasemi Saki. Si tratta del primo nuovo personaggio introdotto in To Love-Ru Darkness.

## Introduzione
Mea compare fin dall'inizio di To Love-Ru-Darkness, come membro della classe 1-B: in quanto tale, ha un anno in meno di Rito e Lala, ed è anche compagna di classe di e Momo e Nana. In particolare, quest'ultima diventa presto grande amica di Mea, che trova "favolosa" la sua capacità di comunicare con gli animali. L'importanza di Mea inizia tuttavia a emergere nel secondo e nel terzo capitolo, dove veniamo a conoscenza della sua vera natura: ella è complice in un piano per richiamare Oscurità d'Oro al suo originario obiettivo (Yuuki Rito) e, in generale, per ricordarle la sua natura di assassina, ormai quasi dimenticata. Questo piano, l'Operazione Darkness, è orchestrato da un misterioso individuo, Nemesis, che è colui che impartisce direttive a Mea, e che viene da quest'ultima chiamato Master.

## Aspetto e abilità
Mea ha l'aspetto di una comune ragazza, presumibilmente quindicenne, che frequenta il liceo di Sainan. Ha i capelli rosso lampone tagliati corti, eccetto per una lunghissima coda che le scende fino alle ginocchia. Gli occhi sono di colore azzurro scuro, quasi blu. Il suo abbigliamento, almeno nei primi capitoli, si limita all'uniforme scolastica.
Mea è in realtà un'arma vivente: possiede la Trans-abilità di "seconda generazione", essendo stata creata tramite la fusione di biologia e fisica; per questo motivo, oltre al potere "standard" di mutare qualunque parte del corpo in un'arma, al pari di Oscurità d'Oro, possiede anche il potere di "unire le menti" ed entrare nei sogni di un'altra persona, mentre questa dorme (psycho-dive). Sia Mea sia Yami sono state create "al termine della sesta guerra galattica"; ciononostante, Yami scopre dell'esistenza della "sorella" solo molto dopo il proprio arrivo sulla Terra.
Oltretutto, la trans-abilità di Mea possiede capacità di trasformazione superiori a quelle di Yami, perché mentre quest'ultima la può usare solo per trasformare il proprio corpo solo in armi da taglio, oggetti contundenti, o, comunque, armi utili solo nel corpo a corpo, Mea è anche in grado di trasformare il proprio corpo in armi da fuoco.

## Carattere
Mea appare, all'inizio della serie, remissiva e ubbidiente nei confronti del proprio Master, e desiderosa di adempiere alla propria missione e "renderlo felice"; Yami sostiene che Mea è come era lei stessa prima di arrivare sulla Terra, ossia inesperta di emozioni umane e convinta di poter vivere solo nell'oscurità. Ciomalgrado, Mea nutre interessi che trascendono i meri doveri dell'Operazione Darkness: diventa una buona amica di Nana, tanto da far sorgere dubbi al Master circa la sua affidabilità, e si interessa molto sui rapporti tra Rito e le altre ragazze, al punto di venire a conoscenza dell'Operazione Harem di Momo.
D'altronde, pur avvicinandosi al gruppo di Rito e delle ragazze, Mea conserva un alone di mistero, e non lascia intendere quanto del suo agire sia dettato dalla propria coscienza e quanto invece dalle direttive del Master, destando così l'apprensione di Momo; pertanto, quando Mea propone a Momo un'alleanza nell'interesse dell'Operazione Harem, questa accetta, nella convinzione che ciò farà uscire allo scoperto il Master, e rivelerà la vera natura di Mea.
Ha un atteggiamento un po' sociopatico, infatti ama provocare le persone facendo leva sui loro punti deboli: oltre a Rito, con Momo parla spesso dell'Operazione Harem di fronte a chi, secondo Momo, non lo dovrebbe sapere, spesso chiama Yui Kotegawa Spudorata-senpai (ハレンチー先輩?, Harenchi-senpai) a causa del numero di volte che quest'ultima pronuncia la parola "spudorato", mentre un'altra persona che adora provocare è Oshizu, che provoca sfruttando la sua paura per i cani per spingerla a rilasciare involontariamente e senza controllo i propri poteri psicocinetici. Quasi sempre la vittima finale dei suoi scherzi è Rito.
Cerca di incoraggiare Yami a confessare i suoi sentimenti a Rito e, dopo essersi emancipata da Nemesis, è finalmente libera di vivere come desidera con i suoi amici.
Per sua stessa ammissione è una feticista degli odori, infatti è in grado di riconoscere una persona camuffata semplicemente annusandola.
Una particolarità di Mea è che usa spesso l'aggettivo favoloso (素敵な?, suteki (na)) per esprimere ammirazione o felicità.